# 保罗·博塞利
保罗·博塞利（義大利語：Paolo Boselli，1838年6月8日—1932年3月10日），是意大利王国时期教育家、自由党政治家。1916年6月18日，萨兰德拉政府因战争失利倒台后，博塞利被授命组阁接任战时内阁的首相。1917年10月29日，由于意军在卡波雷托战役中遭遇惨败，博塞利旋即也引咎总辞。